# Lou Fontinato
Louis Joseph Fontinato dit Lou Fontinato (né le 20 janvier 1932 à Guelph en Ontario au Canada — mort le 3 juillet 2016 également à Guelph) est un joueur professionnel de hockey sur glace. Il était surnommé « Leapin' Louie ».

## Carrière
Lou Fontinato commence sa carrière en jouant dans la ligue junior de sa province, l'Association de hockey de l'Ontario - aujourd'hui Ligue de hockey de l'Ontario - en 1951 avec les Biltmores de Guelph avant de jouer la saison suivante dans la Western Hockey League avec les Canucks de Vancouver.
Il fait ses débuts dans la Ligue nationale de hockey en 1954 avec les Rangers de New York. La saison suivante, il joue 70 matchs et récolte plus de 200 minutes de pénalités, un record de la LNH.
Par la suite, il est à plusieurs reprises le leader de la ligue à ce chapitre (en 1957-58 avec 152 et en 1961-62 avec 167). En 1961, il quitte les Rangers et se retrouve avec les Canadiens de Montréal en échange de Doug Harvey. Sa carrière prend fin au soir du 9 mars 1963 à l'âge de 31 ans sur une mise en échec de Vic Hadfield de son ancienne équipe des Rangers. Il se blesse au cou et demeurera paralysé pendant un mois.  Plus jamais il ne rejouera dans la LNH. Il se réoriente par la suite vers l'agriculture.
En 1968, il est l'entraîneur de l'équipe de Guelph pour une saison[réf. nécessaire].

## Parenté dans le sport
Fontinato est le grand oncle du joueur de hockey Greg McKegg.

## Statistiques
Pour les significations des abréviations, voir Statistiques du hockey sur glace.
| Saison     | Équipe                | Ligue      |     | Saison régulière | Saison régulière | Saison régulière | Saison régulière | Saison régulière |   | Séries éliminatoires | Séries éliminatoires | Séries éliminatoires | Séries éliminatoires | Séries éliminatoires |
| Saison     | Équipe                | Ligue      | PJ  | B                | A                | Pts              | Pun              | PJ               | B | A                    | Pts                  | Pun                  |                      |                      |
| 1951-1952  | Biltmores de Guelph   | AHO        | 48  | 6                | 25               | 31               | 0                |                  |   |                      |                      |                      |                      |                      |
| 1952-1953  | Canucks de Vancouver  | WHL        | 65  | 3                | 18               | 21               | 169              | 9                | 1 | 3                    | 4                    | 12                   |                      |                      |
| 1953-1954  | Canucks de Vancouver  | WHL        |     |                  |                  |                  |                  |                  |   |                      |                      |                      |                      |                      |
| 1953-1954  | Quakers de Saskatoon  | WHL        | 0   | 4                | 14               | 18               | 147              | 6                | 0 | 1                    | 1                    | 25                   |                      |                      |
| 1954-1955  | Canucks de Vancouver  | WHL        |     |                  |                  |                  |                  |                  |   |                      |                      |                      |                      |                      |
| 1954-1955  | Quakers de Saskatoon  | WHL        | 0   | 4                | 6                | 10               | 55               |                  |   |                      |                      |                      |                      |                      |
| 1954-1955  | Rangers de New York   | LNH        | 28  | 2                | 2                | 4                | 60               |                  |   |                      |                      |                      |                      |                      |
| 1955-1956  | Rangers de New York   | LNH        | 70  | 3                | 15               | 18               | 202              | 4                | 0 | 0                    | 0                    | 6                    |                      |                      |
| 1956-1957  | Rangers de New York   | LNH        | 70  | 3                | 12               | 15               | 139              | 5                | 0 | 0                    | 0                    | 7                    |                      |                      |
| 1957-1958  | Rangers de New York   | LNH        | 70  | 3                | 8                | 11               | 152              | 6                | 0 | 1                    | 1                    | 6                    |                      |                      |
| 1958-1959  | Rangers de New York   | LNH        | 64  | 7                | 6                | 13               | 149              |                  |   |                      |                      |                      |                      |                      |
| 1959-1960  | Rangers de New York   | LNH        | 64  | 2                | 11               | 13               | 137              |                  |   |                      |                      |                      |                      |                      |
| 1960-1961  | Rangers de New York   | LNH        | 53  | 2                | 3                | 5                | 100              |                  |   |                      |                      |                      |                      |                      |
| 1961-1962  | Canadiens de Montréal | LNH        | 54  | 2                | 13               | 15               | 167              | 6                | 0 | 1                    | 1                    | 23                   |                      |                      |
| 1962-1963  | Canadiens de Montréal | LNH        | 63  | 2                | 8                | 10               | 141              |                  |   |                      |                      |                      |                      |                      |
| Totaux LNH | Totaux LNH            | Totaux LNH | 536 | 26               | 78               | 104              | 1 247            | 21               | 0 | 2                    | 2                    | 42                   |                      |                      |